# Archechiniscus symbalanus
Archechiniscus symbalanus är en djurart som tillhör fylumet trögkrypare, och som beskrevs av Chang och Rho 1998. Archechiniscus symbalanus ingår i släktet Archechiniscus och familjen Halechiniscidae. Inga underarter finns listade i Catalogue of Life.